# 庹必光
庹必光（1963年7月—），贵州遵义人，汉族，中国民主同盟盟员。中华人民共和国政治人物、第十三届全国人民代表大会贵州省代表。

## 生平
2018年，庹必光被选为贵州省出席第十三届全国人民代表大会代表。